# 康托尔集

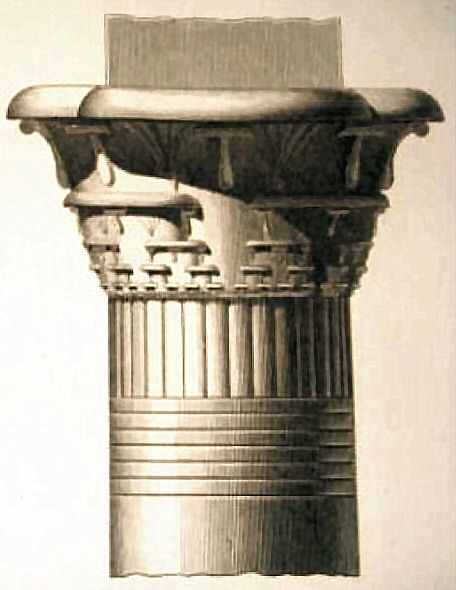
一种像康托尔集图案的柱头。Jollois, Jean-Baptiste Prosper. "Description d'Egypte" 菲莱岛雕塑

在数学中，康托尔集（Cantor set）由德国数学家格奥尔格·康托尔在1883年引入（但由亨利·约翰·斯蒂芬·史密斯在1875年发现），是位于一条线段上的一些点的集合，具有许多显著和深刻的性质。通过考虑这个集合，康托尔和其他数学家奠定了现代点集拓扑学的基础。虽然康托尔自己用一种一般、抽象的方法定义了这个集合，但是最常见的构造是康托尔三分点集，由去掉一条线段的中间三分之一得出。康托尔自己只附带介绍了三分点集的构造，作为一个更加一般的想法——一个无处稠密的完备集的例子。

## 康托尔集的构造
康托尔集是由不断去掉线段的中间三分之一的开集而得出。首先从区间{\displaystyle \left[0,1\right]}中去掉中间的三分之一{\displaystyle \left({\frac {1}{3}},{\frac {2}{3}}\right)}，留下两条线段：{\displaystyle \left[0,{\frac {1}{3}}\right]\cup \left[{\frac {2}{3}},1\right]}。然后，把这两条线段的中间三分之一都去掉，留下四条线段：{\displaystyle \left[0,{\frac {1}{9}}\right]\cup \left[{\frac {2}{9}},{\frac {1}{3}}\right]\cup \left[{\frac {2}{3}},{\frac {7}{9}}\right]\cup \left[{\frac {8}{9}},1\right]}。康托尔集就是由所有过程中没有被去掉的区间{\displaystyle [0,1]}中的点组成。这个过程可以由递归的方法描述，首先令：
{\displaystyle C_{0}:=[0,1]}
则第{\displaystyle n}步递归得到的结果：
{\displaystyle C_{n}:={\frac {C_{n-1}}{3}}\cup \left({\frac {2}{3}}+{\frac {C_{n-1}}{3}}\right)={\frac {1}{3}}\left(C_{n-1}\cup (2+C_{n-1})\right)}, 对于{\displaystyle n\geq 1}
所以：
{\displaystyle {\mathcal {C}}:=} {\displaystyle \lim _{n\to \infty }C_{n}} {\displaystyle =\bigcap _{n=0}^{\infty }C_{n}=\bigcap _{n=m}^{\infty }C_{n}}, 对于 {\displaystyle m\geq 0}.
下面的图显示了这个过程的最初六个步骤。
有些学术论文详细描述了康托尔集的明确公式。

## 外部連結
- Cantor Sets （页面存档备份，存于） and Cantor Set and Function （页面存档备份，存于） at cut-the-knot